# 正教会の奉神礼・用語体系
正教会の奉神礼・用語体系では、日本ハリストス正教会翻訳における、正教会独自の奉神礼等の用語体系について扱う。
日本正教会は
- 聖書・祈祷書翻訳の中心人物であった大主教ニコライが、他教派による翻訳を参照することに否定的であったこと
- 大主教ニコライが正教会神学を反映した上での精確さや文体の荘重さを重視していたこと
- 固有名詞表記を基本的に教会スラヴ語・ロシア語表記に則ったこと
- 漢学者（懐徳堂のパウェル中井天生（木菟麻呂））が翻訳に協力していたこと

等を反映し、独特の翻訳・用語体系を作り上げるに至った。聖書翻訳のみならず、祈祷書翻訳についても同様の体系が作り上げられている。
他教派の用語との互換性が低いという現実的問題から、対外的なWEBサイト及び刊行物では日本正教会の独特の用語の使用を避ける聖職者・信徒も存在するが、対外的な媒体でも注釈・併記をつけるなどしつつもあくまで独自の用語体系を守り通す聖職者・信徒は少なくない。日本ハリストス正教会内部向けの刊行物ではこれらの用語体系が堅持されている。
一方、「イイスス・ハリストス」（イエス・キリスト）以外の人名・固有名詞表記については比較的緩やかな運用がされつつある（後述）。

## 「アミン」
日本正教会では、祈りの終結としてキリスト教で用いられる「アーメン」を「アミン」と発音し、「アーメン」と発音することはまったくない。原語のヘブライ語で「本当に」「まことにそうです」「然り」という意味である。
「アミン」はギリシャ語の Αμήν, 教会スラヴ語の Аминь を転写したものである。Αμήν は古典再建音では「アメーン」であり、これが西欧に伝わった際に「アーメン」となったが、正教会では中世以降のギリシャ語発音である「アミン」（「ミ」にアクセント）が流布することとなった。現代、ギリシャ正教会でもロシアをはじめとしたスラヴ系の正教会でも「アミン」と発音されている。また、アラビア語、ルーマニア語でも「アミン」と発音されている。ただし英語圏の正教会では「アーメン」と発音しているところもある。

## 「ハリストス」
「ハリストス」とはキリストのことである。キリストを示す Χριστός は、古典ギリシャ語の再建音では「クリストス」となるが、中世初期以降のギリシャ語では「フリストス」と変化した（いずれも「ト」にアクセント）。「ハリストス」はこの「フリストス」と教会スラヴ語 Христос（フリストース）を音写し、片仮名表記したものである。「イエス・キリスト」は「イイスス・ハリストス」と表記される。
日本ハリストス正教会では公的な刊行物のみならず日常的な話し言葉でも「キリスト」をまったく用いずに「ハリストス」を用いる。ただし「ハリストス」は明治時代に行われた転写であり、「フリストス」の方が現代日本人の耳にはより忠実にギリシャ語から音写したものであるように聞こえるという指摘はされることがある。実際、書き言葉としては「フリストス」と書かれることは皆無だが、話し言葉としては「フリストス」と発音している聖職者・信徒は存在する。
- 用例：救世主ハリストス大聖堂

## 「聖神」（せいしん）

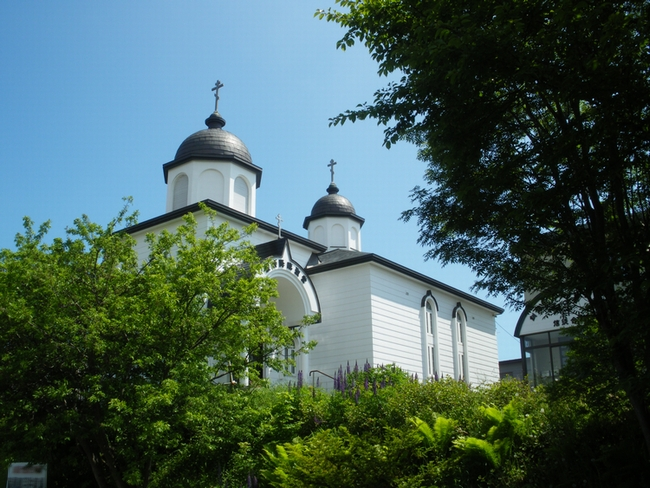
釧路ハリストス正教会
聖神降臨聖堂

日本ハリストス正教会では「聖霊」（ギリシア語：Άγιο Πνεύμα, アギオ・プネヴマ）に相当する位格について、Πνεύμα に「神（しん）」、ψυχή（プシヒー）に「霊」をあてる同教会における訳し分けの方法を反映し、「聖神（せいしん）」を訳語として用いている。ペンテコステも「聖神降臨祭（せいしんこうりんさい）」「五旬祭（ごじゅんさい）」と呼ばれ、「聖霊」の語彙は用いられない。
この「神」「霊」の訳し分けは「聖神」にとどまらず、聖書・祈祷書中における全ての Πνεύμα および ψυχή の翻訳に適用されており、教会スラヴ語の訳し分けにも同様に対応している。「精神」等の日本語に見られる通り、英語の Spirit にあたる言葉に「神」の字を用いることはそれほど奇異なものではない。英語の spiritual に相当する訳語としては「属神的（ぞくしんてき）」という訳語が生み出された。また「属神的」の他にも「精神的」「精神性」という用語が多用される。
「聖神（せいしん）」と呼ぶと「精神」と混同されるように思う向きもあろうが、祝文（祈祷文）では大体は三つの位格をセットで称え、日常会話では「神父（かみちち）」「神子（かみこ）」「神聖神（かみせいしん）」のように至聖三者（しせいさんしゃ、後述）をセットで呼ぶか、単独でも「神聖神」と呼ぶなどするので、それほど混乱していない。なお、日本正教会では「神」の字が Spirit を意味する場合、「神」の字の右上に小さな丸印を付け「神゜」のように表記し、「しん」と読ませる。この方法によって、文書中における「神（かみ）」と「神（しん）」の混同は避けられることになる。「聖神」についても、フォント・活字などの環境が許す限り「聖神゜」のように表記されている。
カトリック教会と正教会の間での聖神／聖霊の捉え方の根本的な違いについては、フィリオクェ問題を参照。

## 「至聖三者」（しせいさんしゃ）

### 用例
- 至聖三者大聖堂 - 同名の正教会の大聖堂の一覧つき。
- 至聖三者聖セルギイ大修道院（トローイッツェ・セルギエフ・ラーヴラ）

## 「生神女マリヤ」（しょうしんじょマリヤ）

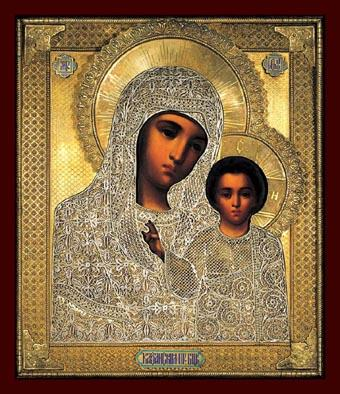
イコン「カザンの生神女」

一般に言われる聖母マリアのこと。「生神女」の原語はギリシャ語 Θεοτόκος（セオトコス）であり、これは「神 (Θεός) を生む者 (τόκος)」という意味である。これは男性名詞であるが、教会スラヴ語 Богородица（ボゴロージツァ、これも「神 (Бог) を生む女 (родица)」の意）が女性名詞であることを反映し、直訳的に「生神女」と訳された。
日本ハリストス正教会では「聖母」という語は用いない。「生神女」「神の母」「永貞童女（「処女のままであった女」の意）」「童女」「童貞女」「女宰（じょさい）」「女王（にょおう）」といった表現が祈祷書には用いられており、日常的にも生神女マリヤもしくは生神女マリアと呼ばれる。これらの訳語が用いられる理由としては
- 大主教ニコライの訳を尊重すべきである。
- 「聖なる母」は1人ではない（例は多数あるが、例えば生神女の母アンナも聖人であり、「神の祖母」と正教会では呼ばれる）。
- イイスス・ハリストス（イエス・キリスト）の母マリヤの称号 Θεοτόκος（神の母）は第三全地公会議での確認事項であり、これを尊重して精確な訳語を用いるべきである。
- 海外正教会でも Holy Mother（聖母）とは呼ばれていない。Θεοτόκος（セオトコス：生神女）、the Virgin Mary（童女マリヤ）、Царица（ツァリーツァ：女王）等と呼ばれており、全正教会の標準的呼称に則るべきである。

等が挙げられている。なお、マリヤとマリアの違いは転写の違いに由来するものであり、あまり日本正教会でもいずれを用いるかは拘られていない。ただし、聖書・祈祷書や聖歌では「マリヤ」で統一されている。

## 「奉神礼」（ほうしんれい）「聖体礼儀」「晩祷」
本項での説明は概要と外国語表記の紹介にとどめ、日本正教会での用例を中心に述べる。

### 「奉神礼」（ほうしんれい）
奉神礼は、日本正教会による訳語。西方教会でいう典礼に相当するが、日本正教会では「典礼」とはまったく言われず、日常的にも「奉神礼」を用いている。正教会では「奉神礼」と言った時に公祈祷（礼拝）及びその形式に言及するのみならず私祈祷（個人的に自室で行う祈り等）も含意することも多く、「奉神礼」の語義を広義に解釈した用例が他教派と比べて比較的多いので、語義に注意する必要がある。
- ギリシャ語：λειτουργία（リトルギア）[13]
- ロシア語：Богослуже́ние（バガスルジェーニイェ）
- 英語：liturgy

ただしこれらの日本語以外の言語では、これら「奉神礼」を指す一語のみで「聖体礼儀」を表すことも多い（本項内の「市販物品においてよくみられる誤記・誤用の例」の節で詳述する）。
他教派でいう「礼拝」を指す場合、「奉神礼」がそれとイコールの意味として使われることもあるが、他教派でいう「礼拝」のことは日本正教会においては口語では単に「（聖堂での）お祈り」と言うことが一般的である。文章語としては「公祈祷」と記述されることも多い。日本正教会にあっては「礼拝」とは日常的にはまったく言われない。

### 「聖体礼儀」
聖体礼儀は、日本正教会の訳語。聖体機密を包含する儀礼であり、西方教会でいう「ミサ」にほぼ相当する（「ほぼ相当」の意味については後述する）。ただし、日本正教会では「ミサ」という語は徹底して避けられ、話し言葉でも文章上の記述でも、専ら「聖体礼儀」が用いられている。
- ギリシャ語：Θεία Λειτουργία（シア・リトルギア）[14]
- ロシア語：Божественная Литургия（ボヂェストヴェンナヤ・リトルギヤ）[15]
- 英語：Divine Liturgy

「西方教会でいう『ミサ』に相当する」という説明については、現実的に言って、何の注釈もない場合にはあまり精確な説明とは言えない。聖体を中心とする面では東西両教会の「聖体礼儀」「ミサ」ともに共通しているものの、「聖体礼儀」と言えば「正教会：ビザンチン奉神礼の聖体礼儀」を指し、「ミサ」と言えば「カトリック教会：ラテン典礼のミサ」を指すのが、通俗的かつ一般的な使い分けである。
ただし、厳密に言えば正教会にも「西方奉神礼教区」はわずかながら存在しており、カトリック教会にも「東方典礼教区」が存在する以上、このような語法は精確でないとは言える。だが現実問題として「正教会＝聖体礼儀＝東方奉神礼」・「カトリック教会＝ミサ＝西方典礼」という通俗的解釈は根強いものがある。しかもその通俗的解釈通りの状況が両教会の圧倒的大部分に該当するため、「厳密には精確ではない」とは言えても「誤用」とまでは言い難い。海外の媒体でも暗黙の了解のうちに「『聖体礼儀リトルギア』＝東方典礼の聖体礼儀」「『ミサ』＝西方典礼のミサ」の用例が多数を占める。
書籍や市販の輸入聖歌CDなどにみられる「東方正教会のミサ」「ヨハンネス・クリュゾストモスによる神聖な典礼」（この誤訳については下の「誤記・誤用の例」で後述）といった日本正教会の訳語・用語を無視した非正教徒による表記に対して、かなり強い抵抗を示す日本人正教徒は少なくない。近年の中村健之介をはじめとした非正教信徒の研究者などが、「生神女」「聖体礼儀」などの表記を日本正教会訳に則って行いつつあることは、日本正教会の信徒達からはおおむね好意的に受け止められている。
英語圏の海外正教会では、正教会の聖体礼儀が Mass（マス、ミサ）と呼ばれる例も存在するが、ギリシャ語・ロシア語ではそのような用例はない。また英語圏でも Mass と呼ばれる事例は多くない。

### 「晩祷」
稀に正教会の晩の公祈祷（礼拝）を「ミサ」と呼んでいる媒体があるが、晩に行われる公祈祷は聖体礼儀の行われる前晩の「晩課」か「晩堂課」か、あるいは「徹夜祷」であることが多く、まず聖体礼儀ではない。そもそも正教会にあって奉神礼の構造と伝統性から言って、晩に聖体礼儀を行うことは、（ごく少数の例外はあるものの）復活大祭の徹夜の祈りの一環として行われるもの以外は絶無であると考えてよい。しかも復活大祭を徹夜で行う場合でも、聖体礼儀部分は早くて午前2時ごろ以降であることがほとんどであり、これは「晩」というよりは「未明」である。
したがって、正教会で晩に行われている公祈祷（礼拝）を「ミサ」と呼んだり表記したりすることは
- 日本正教会の用語を無視し、通常、海外では用いられない用例で「ミサ」と呼んでいる
- 西方教会の用語でもミサとは言わないものを「ミサ」と呼んでいる

といった誤りを二重に犯している蓋然性が極めて高い。
ちなみに正教会の晩の祈りには、晩課・晩堂課・夜半課（早朝・日の出前の祈り）・徹夜祷（祭日の前に行われる特別な形態の奉神礼）などがあり、それらの識別には一定の祈祷構造や用語に対する習熟と知識が必要となる。ラフマニノフ作曲の『徹夜祷』が日本でも知られつつあることの影響によるものか、徹夜祷ではないものを「徹夜祷」と呼んでいる誤用が散見される。
正教会の晩の祈りに言及する際、いずれの祈祷形式なのかが判然としない場合、ないしは特に区別する必要のない場合は、「晩祷」などと表記するのが無難である。日本正教会でも「晩祷」の表記はなされないわけではない。なお「晩祷」の語は日本における西方教会（カトリック教会・聖公会・プロテスタント教会）でも用いられており、日本正教会のみが使用する用語ではない。従って状況に応じて「正教会の晩祷」などと表記する必要がある。

## 人名・地名等の固有名詞
固有名詞の音写・表記は日本正教会内部の刊行物では教会スラヴ語のロシア式再建音をベースにしており、これも独特の表記体系となっている。スラヴ経由のギリシャ語由来の人名・地名については、古典ギリシャ語の再建音ではなく中世以降のギリシャ語の発音がベースとなっており、古典再建音をベースとする西方教会とはかなり異なる表記となっている。長い間の慣行としてこうした表記が標準となって定着しており、他の表記をすれば混乱を招くという事情がある。
例（左が日本正教会での表記、右括弧内が日本聖書協会訳での表記）
- イオアン（ヨハネ）
- マトフェイ（マタイ）
- マルファ（マルタ）
- コリンフ（コリント）

しかし近年はギリシャに関係している話題の中では現代ギリシャ語風の表記がされるケースもわずかながら増えてきており、人名・地名等の固有名詞表記は「ハリストス」「聖神」ほどに厳格な運用がされているものではない（例えば「アトス山」をロシア語風に「アフォン山」などとは表記しない）。日本ハリストス正教会の府主教（当時）の名を、通常日本正教会内で用いられるロシア風の「フェオドシイ永島」ではなくギリシャ風の「テオドシウス永島」と、聖職者が外部向けの媒体で表記した事例もある。ただしこうした場合も、古典ギリシャ語風の再建音が採用されることはあまり多くない。例えば λειτουργία は「リトルギア」もしくは「リトゥルギア」というように現代ギリシャ語風の転写が用いられるが、「レイトゥールギア」というような古典ギリシャ語再建音による転写はほとんど用いられない。

## 市販物品・書籍においてよくみられる誤記・誤用・誤訳の例
ここでは市販の正教会関連の書籍・CD等において、せっかく日本正教会の用語を尊重しようとしているか、あるいは正教会の文物を扱っているにもかかわらず、よく見られる日本語語彙・語法の間違いを列記し、注釈を加える。

### ○「金口イオアンの聖体礼儀」- ×「ヨハンネス・クリュゾストモスの神聖な典礼」×「ミサ」
海外正教会の聖歌を録音した輸入CDなどにおいて “Divine Liturgy of St. John Chrysostom” の訳に散見される誤訳の事例（チャイコフスキーやラフマニノフ、グレチャニノフなどの作曲家によるものを扱ったものにとくに見られる）。上の項目「聖体礼儀」に述べたように、Liturgy には「奉神礼」（典礼）という広義の意味と「聖体礼儀」という狭義の意味とがある。上の英語の事例 “Divine Liturgy of St. John Chrysostom” では「イオアンニス・クリュゾストモスの（金口ジョンの）」という修飾語があることから、“Divine Liturgy” は「聖体礼儀」の意味以外には有り得ない。この場合に「典礼」と訳出するのは、「日本正教会の訳語を尊重するかしないか」のレベルの問題ではなく、はっきり誤訳である。
“Divine Liturgy of St. John Chrysostom” の日本正教会での定訳は「聖金口イオアン聖体礼儀」「金口イオアンの聖体礼儀」などがある（詳細は聖金口イオアン聖体礼儀を参照）。Chrysostom は「金の口を持った」という意味のギリシャ語であり、聖人とされている4世紀のギリシャ人ヨハネス・クリュソストモスに付された称号であって姓ではない。ヨハネス・クリュソストモスは金口イオアンの聖体礼儀の編纂者として知られる。
なお日本正教会では先述の通り、「イオアンニス」「ヨアンネス」「ヨハネス」「ヨハネ」と呼ばれる人名についてはロシア風に「イオアン」と表記するのが標準的である。ギリシャに関連する話題を記したもの・対外的な媒体においては、日本正教会の関係者の一部にも現代ギリシャ語風に人名を「イオアンニス」「ヨアンネス」等と表記している場合が散見されるが、混乱を避けるためか「金口イオアンの聖体礼儀」を「金口ヨアンネスの聖体礼儀」などと表記することは皆無である。
同様に、“Divine Liturgy of St. Basil the Great” には「聖大ワシリイの聖体礼儀」の定訳がある。

### ○「生神女就寝聖堂」○「ウスペンスキー聖堂」 - ×「聖母被昇天聖堂」
ロシアのウスペンスキー聖堂の訳語として「聖母被昇天聖堂」が稀に散見されるが、ウスペンスキー（ロシア語で「眠りの」を意味する形容詞）と同系統の言葉である “Успение Богородицы”（ウスペーニイェ・ボゴロジツィ）は生神女就寝祭を表しているので、「ウスペーニイェを記憶している聖堂」であれば「生神女就寝聖堂」と訳出するのが正しい。もしくはそのまま片仮名で「ウスペンスキー聖堂」という定着した名で呼ぶのが無難である。
正教会の「生神女就寝」、カトリック教会の「聖母被昇天」、いずれも生神女（聖母）の永眠を扱っている事柄であるが、カトリック教会と違い、正教会には聖母の被昇天という教義はない。従って正教会の聖堂に「聖母被昇天聖堂」は必然的に存在しないのであり、「ウスペンスキー聖堂」を「聖母被昇天聖堂」と訳出するのは、日本正教会訳を尊重するしないのレベルではない明らかな誤訳である。

### ○「輔祭」 - ×「補祭」
漢字の誤記。Διάκονος（ディアコノス：ギリシャ語）、Диакон（ディアーコン：ロシア語）、Deacon（英語）の正教会における訳語。「輔祭」が正しく、「補祭」は間違い。

### ○「聖なる勇毅」（せいなるゆうき） - ×「聖なる勇気」
漢字の誤記。祈祷文「聖なる神、聖なる聖なる勇毅、聖なる常生の者や、我等を憐れめよ」等に用いられる語句。“άγιος ισχυρός”（アギオス・イスヒロース：ギリシャ語） の訳語であり、ισχυρός は「力強い」の意味であることから「毅」の字を用い、「気」を用いるのは誤り。稀に日本正教会関連の出版物にも誤植などによって「気」が用いられていることがある（順次、修正されている）ので注意が必要。